# Ștefănești
Ștefănești – miasto w Rumunii, w okręgu Ardżesz. Liczy 12 983 mieszkańców (2002).